# Meteorus pachymetae
Meteorus pachymetae är en stekelart som beskrevs av De Saeger 1946. Meteorus pachymetae ingår i släktet Meteorus och familjen bracksteklar. Inga underarter finns listade i Catalogue of Life.